# Берк, Брайан
Брайан Берк (англ. Bryan Burk, род. 30 декабря 1968) — американский продюсер, работающий как в сфере кино, так и на телевидении. Наиболее известен благодаря своей работе над телесериалом «Остаться в живых» и над фильмами «Звёздный путь» (2009), «Стартрек: Возмездие» и «Звёздные войны: Пробуждение силы».

## Биография
Брайан Берк родился 30 декабря 1968 года в еврейской семье. Он является выпускником школы кино и телевидения ОСК.

### Карьера
В большинстве случаев Берку доводилось сотрудничать с Дж. Дж. Абрамсом: над сериалами «Грань», «Остаться в живых», «Шпионка» и «В поле зрения», над фильмами «Монстро», «Звёздный путь» (2009), «Миссия невыполнима: Протокол Фантом», «Супер 8», «Стартрек: Возмездие» и «Звёздные войны: Пробуждение силы». Вице-Президент кинокомпании Bad Robot Productions.

## Избранная фильмография
| Год       |   | Русское название                       | Оригинальное название                | Роль                                 |
| --------- | - | -------------------------------------- | ------------------------------------ | ------------------------------------ |
| 2003—2006 | с | Шпионка                                | Alias                                | сопродюсер, ассоциированный продюсер |
| 2004—2010 | с | Остаться в живых                       | Lost                                 | исполнительный продюсер              |
| 2006—2007 | с | Что насчёт Брайана                     | What About Brian                     | исполнительный продюсер              |
| 2006—2007 | с | Шестеро                                | Six Degrees                          | исполнительный продюсер              |
| 2007—2008 | с | Остаться в живых: Недостающие элементы | Lost: Missing Pieces                 | исполнительный продюсер              |
| 2008      | ф | Монстро                                | Cloverfield                          | продюсер                             |
| 2008—2011 | с | Грань                                  | Fringe                               | исполнительный продюсер              |
| 2009      | ф | Звёздный путь                          | Star Trek                            | исполнительный продюсер              |
| 2010      | ф | Доброе утро                            | Morning Glory                        | продюсер                             |
| 2010—2011 | с | Под прикрытием                         | Undercovers                          | исполнительный продюсер              |
| 2011      | ф | Супер 8                                | Super 8                              | продюсер                             |
| 2011      | ф | Миссия невыполнима: Протокол Фантом    | Mission: Impossible — Ghost Protocol | продюсер                             |
| 2011      | с | В поле зрения                          | Person of Interest                   | исполнительный продюсер              |
| 2012      | с | Революция                              | Revolution                           | исполнительный продюсер              |
| 2013      | ф | Стартрек: Возмездие                    | Star Trek Into Darkness              | продюсер                             |
| 2015      | ф | Звёздные войны: Пробуждение силы       | Star Wars: The Force Awakens         | продюсер                             |
| 2016      | с | Мир Дикого запада                      | Westworld                            | исполнительный продюсер              |